# 0721
0721 è il prefisso telefonico del distretto di Pesaro, appartenente al compartimento di Ancona.
Il distretto comprende la parte orientale della provincia di Pesaro e Urbino ad eccezione dei comuni di Gabicce Mare e Gradara. Confina con i distretti di Ancona (071), di Jesi (0731) e di Fabriano (0732) a est, di Perugia (075) a sud, di Urbino (0722) e di Rimini (0541) a ovest.

## Aree locali e comuni
Il distretto di Pesaro comprende 31 comuni suddivisi nelle 4 aree locali di Cagli (ex settori di Cagli e Pergola), Fano, Mondolfo (ex settori di Fossombrone, Mondolfo e Orciano di Pesaro) e Pesaro. I comuni compresi nel distretto sono: Acqualagna, Cagli, Cantiano, Cartoceto, Colli al Metauro, Fano, Fossombrone, Fratte Rosa, Frontone, Isola del Piano, Mombaroccio, Mondavio, Mondolfo, Monte Porzio, Montefelcino, Montelabbate, Pergola, Pesaro, San Costanzo, San Lorenzo in Campo, Sant'Ippolito, Serra Sant'Abbondio, Tavullia, Terre Roveresche e Vallefoglia .